# Сигуран план
Непотпуни план или Сигуран план (енгл. Foolproof) канадски је криминалистички акциони филм из 2003. године режисера Вилијама Филипса. Главне улоге играју Рајан Рејнолдс, Дејвид Сушеј, Кристин Бут, Џорис Џарски и Џејмс Алоди.

## Радња
Кевин (Рејнолдс), Сем (Бут) и Роб (Џарски) играју игру, познату као ’Фулпруф’ (енгл. Foolproof — досл. лажни доказ), у којој креирају радне планове за инфилтрирање и провалу односно пљачку циљева који се одреде. Они заправо не извршавају ове пљачке, већ више воле да их једноставно симулирају користећи неопходне техничке и физичке способности за извршавање задатака потребних за пљачку. Придржавају се неких правила, као што је употреба идентичне опреме и инфраструктуре као што је и код циљаног објекта и без употребе ватреног оружја икакве врсте.
Све је у реду док познати криминалац, Лео Џилет (Сушеј), не провали у Семов стан; украо је планове тројца за пљачку складишта накита и почео с пљачком. Уцењује групу да осмисли и изврши план за крађу 20 милиона долара у обвезницама од банке. Пошто има доказе који их инкриминишу (планови пљачке), они прихватају.
Напетост ескалира унутар групе како се Роб спријатељи са Леом, док Кевин и Сем покушавају да омету његове планове. Добијају сигурносне кодове за сеф и успешно замене обвезнице. Међутим, ситуација се окреће против њих када Лео и Роб приморају Кевина да уђе у лифт и сруше га. Када оду да покупе обвезнице, Сем упуца Роба, а затим Лео пуца у Сема. Оставивши за собом троје мртвих сарадника, Лео одлази са обвезницама.
Касније се открива да су пријатељи заменили Леов пиштољ, давши му пиштољ напуњен ћорцима. Сем и Кевин устају и Роб их поздравља. Када се Лео врати на своје место, види пожар који је покренула банда да уништи доказе против њих и подметне доказе против Леа о последњој провали. Леа приводи детектив Мејсон, док се пријатељи одвозе аутомобилом.

## Улоге
| Глумац         | Улога           |
| -------------- | --------------- |
| Рајан Рејнолдс | Кевин           |
| Кристин Бут    | Сем             |
| Џорис Џарски   | Роб             |
| Дејвид Хјулет  | Лоренс Јејгер   |
| Џејмс Алоди    | детектив Мејсон |
| Дејвид Сушеј   | Лео Џилет       |

## Продукција
Филм је сниман у Торонту, Онтарио, Канада, у продукцији Алајанс атлантис комјуникејшонса и Его филм артса, а у биоскопима (кинима) изашао је 3. октобра 2003. године као филм Одеон филмса у Канади и Моментум пикчерса у Уједињеном Краљевству.
У Канади је приказан у 204 кина, више него било који други филм у прошлости. Према правилима Телефилм Канаде према којима продуценти филма морају имати добар сценарио и стабилне уговоре о дистрибуцији да би добили грант од више од 1.000.000 канадских долара, Телефилм је доделио филму 3.400.000 канадских долара. Цео буџет је био 7.800.000 канадских долара.

## Критички пријем
Крис Пери из eFilmCritic-а дао је филму три од пет звездица и написао: „Пракса да канадске компаније и финансијска тела беспоговорно финансирају све пројекте које Атом Егојан потпише својим именом мора се одмах прекинути. Није да је ово, његов први рад акционог трилера, нужно најгори филм свих времена. У ствари, у деловима је прилично пријатан. Али новац који је утрошен на исти могао је да исфинансира осамнаест мањих филмова који су заиста имали прилику да се пласирају на благајнама — или један близак овом, такав да има један тајни састојак потребан за остваривање профита... права звезда.”

## Хоум-медија
Филм је објављен на ДВД-у у марту 2004, укључујући сцене иза снимања и специјалне ефекте, биоскопски трејлер и избачене снимке. Пакет је садржао и ЦД са музиком, песмама које су извели Кристал метод, Денди ворхолс, Сем Робертс и Пилејт.
Године 2020, компанија за мобилну телефонију Минт мобајл, у којој је Рајан Рејнолдс имао власнички удео, учинила је филм доступним за бесплатно гледање, путем објаве на сервису за стримовање с подршком огласа Филм-рајз, на веб-сајту mintmobileplus.com, за што се тврдило да је део новог сервиса за стриминг који је покренула компанија (шала о разним сервисима за стримовање, као што су Дизни+, Ејч-Би-Оу Макс и Епл ТВ+, који су покренути или су постали популарнији те године, чак и са логотипом стилизованим по првобитно поменутом сервису); шала је била да је филм једини програм на „сервису”, приказиван са разним сличицама (thumbnails) како би изгледало као да су у питању различити филмови.